# Anaspis poggii
Anaspis poggii es una especie de coleóptero de la familia Scraptiidae.

## Distribución geográfica
Habita en Cerdeña (Italia).